# Anatolij Schwarz
Anatolij Semjonowitsch Schwarz, auch bekannt unter dem Pseudonym Anri Schwarz (* 24. April 1951 in Charkiw) ist ein ukrainischer Dichter, Schriftsteller, Dramatiker und Publizist. Werke und Lyrik verfasst er in Deutsch, Russisch und Ukrainisch.

## Leben
Schwarz hat die 131. Mittelschule beendet und studierte an der Charkiwer Polytechnischen Hochschule Elektroenergetik. Dann arbeitete er im Charkower Forschungsinstitut der Monokristalle. 1992 zog er von der Ukraine nach Deutschland um. Dort absolvierte er eine Ausbildung zum Physiotherapeuten und arbeitete in orthopädischen Kliniken in Heidelberg, Bad Schönborn und Bad Dürkheim. Zurzeit ist er im St. Marienkrankenhaus in Ludwigshafen am Rhein tätig.
Seine ersten Gedichte und Erzählungen schrieb Anatolij Schwarz im literarischen Studio des Industriebetriebes in Charkow. Schwarz ist Autor der Bücher Herz auf dem Altar (Poesie) und Traurige Märchen über die Liebe (Erzählungen) sowie Autor der Theaterstücke Dichter und Prostituierte (anderer Titel: Dichter und Kurtisane), Kopfüber, Probe des Evangeliums, Silberne Gipfel der Berge, Madame Loren und weiteren.
Schwarz ist auch bekannt als der Autor von phantastischen Erzählungen, unter anderem von Schamanen, Dummköpfe und Auf dem Lande. Er schreibt für Moskauer und St. Petersburger Zeitschriften. Seine Bücher befinden sich in den Bibliotheken Russlands, der Ukraine und Deutschlands (Speyer, Ludwigshafen). Schwarz ist verheiratet und hat zwei Töchter.

## Werke
- Traurige Märchen über die Liebe (Грустные сказки о любви), St. Petersburg, Nev-Almanah, 2006, ISBN 5-902741-41-6[1]
- Herz auf dem Altar (Сердце на алтаре), Kiev, Azimut Ukraine, 2005, ISBN 966-8405-22-6
- Dichter und Prostituierte (Поэт и проститутка)[2]
- Herz auf dem Altar (Сердце на алтаре)[3]
- Kopf und Zahl (Орел и решка)[4]
- Gedichte[5]
- Urne (Урна)[6]
- Schamanen (Шаманы), Auf dem Land (На даче), in Чудеса и приключения, 2009, N 1., С. 61–63, ISSN 0868-8931